# Sennestadt
Sennestadt is een stadsdeel in het zuidoosten van de zelfstandige stad Bielefeld in Noordrijn-Westfalen. Het is bekend als een geplande stad, een opmerkelijk voorbeeld van stedenbouw en heeft ongeveer 21.000 inwoners.
Het grote stadsdeel Sennestadt is in de jaren 1950 in het heide- en weidelandschap van de voormalige gemeente Senne II ontstaan volgens de ontwerpen van de stedenbouwkundige Hans Bernhard Reichow, en was voornamelijk bestemd voor naoorlogse ontheemden en vluchtelingen. Ze toont veel bijzondere aspecten van stedenbouw die internationale aandacht trokken.

## Geschiedenis
Het gebied van het huidige stadsdeel heette oorspronkelijk Heepen-Senne (ook Heepensenne of Heeper Senne) en behoorde tot de Graafschap Ravensberg, vanaf 1346 tot de Graafschap Berg en vanaf 1647 tot Brandenburg-Pruisen cq. Pruisen. Vanaf 1813 kreeg Heepen-Senne de naam "Senne II" en behoorde vanaf 1816 als gemeente tot de regio van Bielefeld.
Op 15 februari 1956 richtten de regionale overheid van Westfalen-Lippe, de regio Bielefeld en de gemeente van Senne II de vennootschap, Sennestadt GmbH op, om de bekroonde plannen van de architect en stedenbouwkundige, Hans Bernhard Reichow, te realiseren. Het doel was om "op de groene weide" een nieuw groot stadsdeel te bouwen met name voor vluchtelingen en ontheemden. Het ontwerp van Reichow is gebaseerd op een door hem gepropageerde "organische stedelijke bouwkunst", een van de wetten der natuur afgeleide vorm van stedenbouw die naar een gedecentraliseerde vergroende stad,  met een menswaardige levensstandaard streefde. Sennestadt GmbH heeft de benodigde grond met een oppervlakte van ongeveer 400 ha. aangekocht, de financiële middelen geboden, de grond ontwikkeld en aan beleggers en aan partijen die wilden bouwen verkocht. De eerste woningen werden 1958 bewoond en het nieuwe grote stadsdeel is in het midden van de jaren 1960 in wezen afgerond.
De tot het administratieve grondgebied van Brackwede behorende gemeente "Senne II" werd bij oorkonde d.d. 27 april 1965 de stad Sennestadt. In het kader van de gemeentelijke hervormingen van Groot-Bielefeld is Sennestadt samen met de rest van de regio van Bielefeld op 1 januari 1973 in de stad van Bielefeld opgenomen. Tegen de inlijving was er in Sennestadt felle tegenstand. De juridische bezwaren tegen de in de Bielefeld-Wet gecodificeerde hervormingen, die zelfs tot in het grondwettelijke hof van Duitsland gemaakt werden, zijn echter afgewezen.

## Stedenbouw, verkeer en architectuur

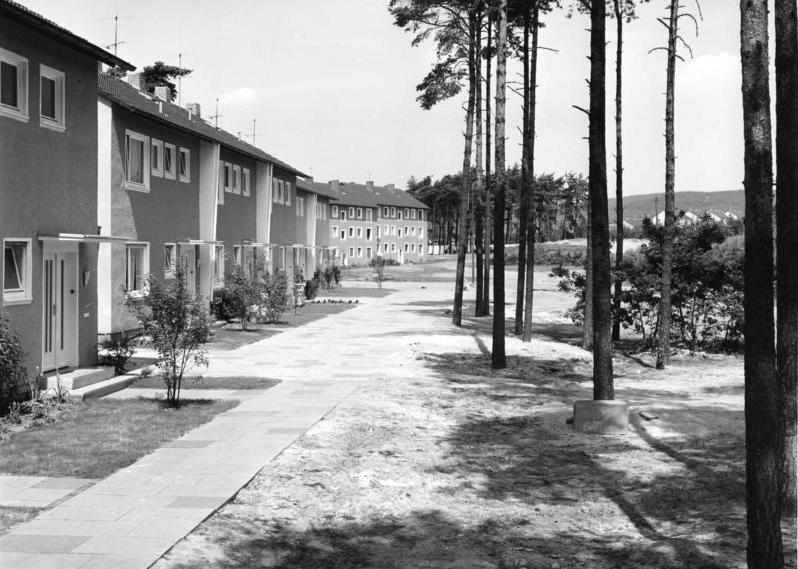
Bundesarchiv B 145 Bild-F010860-0007, Bielefeld-Sennestadt

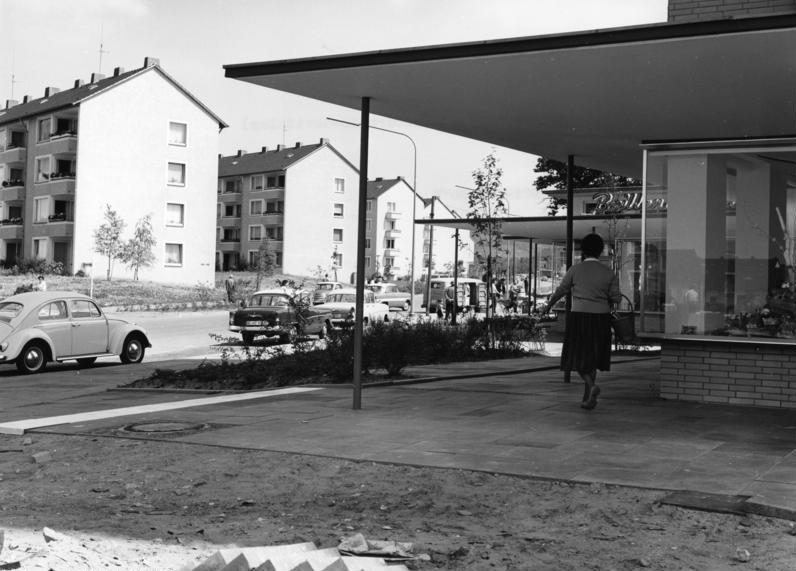
Bundesarchiv B 145 Bild-F010860-0013, Bielefeld-Sennestadt

Volgens zijn opvatting van een "organische stedelijke bouwkunst" en een "organisch stadsbeeld", gebruikte de planoloog, stedenbouwkundige en architect, Hans Bernhard Reichow, de eigenschappen van het landschap – het onder natuurbescherming staande Bullerbachtal en een tijdens de bouw van een Autobahn ontstane grindgroeve – om de nieuwe stad door middel van een Grünes Kreuz (‘Groene Kruis’) in drie delen te verdelen: de Südstadt, de Weststadt en de Oststadt. Op de plaats van de grindgroeve werden sportvelden aangelegd, in het Bullerbachtal een stadspark. Reichow's doelstelling, dat een stedelijk model alle levensgebieden integraal moest omvatten, sloot aan bij de opvattingen van stedenbouw over hervormingen in de maatschappij en in het leven aan het begin van de 20e eeuw. De gebouwen moesten zich naar de levensritmes en gedragingen van hun bewoners richten. Onder stadslandschap begrepen de planologen bovendien een stadsbeeld dat zich noch naar buiten afsloot, zoals in de middeleeuwse stad, noch in het omliggende landschap uitbreidde, zoals in moderne steden.
Volgens de plannen van Reichow moest het wegennet grotendeels zonder kruispunten blijven en op de vertakkingen van een blad lijken. Daarom zijn de wegen aangelegd in bogen die telkens in een lichte curve in de belangrijkere weg uitmonden. Om veiligheidsredenen moest het netwerk van voetpaden helemaal gescheiden blijven van de rijbanen. Reichow stelde zich voor, de voorrang van de wegen door de architectuur intuïtief te regelen en niet via wegwijzers, stoplichten of rechts-voor-links schema's. Later kregen de hoofdwegen in Sennestadt de verkeersborden van gewone voorrangswegen.
De locaties van het gemeentehuis (oftewel het Sennestadthaus), scholen, kerken, sportterreinen en winkelcentra moesten een onderlinge samenhang laten ontstaan en de oriëntering voor bewoners vergemakkelijken. Tegelijkertijd werd de rang van deze inrichtingen door de architectuur en de locatie bijzonder geaccentueerd.
Bij de situering van de woonhuizen heeft Reichow de gebouwen in een "levende beweging en decentralisatie" gebracht, en niet in een raster (grid) of een anderszins strak lijnenplan.  Ook in hoogte en bouwvorm onderscheiden ze zich bewust van elkaar om zodoende een levend bouwgebied te creëren. Het ontwerp van de woonruimtes moest recht doen aan het toenmalige nieuwe levensritme, de toegenomen vrije tijd en de leefbaarheidsvereisten van de bewoners. De meeste woningen in Sennestadt zijn dusdanig georiënteerd dat de hoofdwoonruimte, het balkon en ten minste één kinderkamer de zon in de namiddag heeft, zodat de bewoners in hun vrije tijd van de zon kunnen genieten. Volgens Reichow liggen de kamers "variërend tussen een puur zuidelijke en een puur westelijke oriëntatie d.w.z. rond 90 graden." In lijn met de menselijke behoefte aan afstand en privacy werden dubbele balkons vermeden.
Om de stad aantrekkelijk te ontwerpen, hebben Reichow en de gemeentelijke politici tijdens het bouwen van de Sennestadt ervoor gezorgd dat "Kunst bij de bouw" betrokken werd. Het oorspronkelijk als gemeentehuis geplande Sennestadthaus werd 1971-1975 als hoogbouw met negen verdiepingen op een schiereiland in de afgedamde Sennstadtteich gebouwd en volgens de plannen van Reichow, moest het samen met het daarvoor liggende centrale plein (tegenwoordig Reichowplatz) en de omliggende verzorgingsgebouwen, de representatieve "kroon van de stad" verbeelden. De inlijving van Sennestadt in Bielefeld anno 1973 leidde ertoe dat het nooit een gemeentehuis is geworden, maar alleen de zetel van een stadsdeelkantoor en een cultureel centrum met een evenementen- en concertzaal.
Toen Hans Bernhard Reichow in 1974 overleed, heeft een journalist naast hem ook de cultuurhistorische rol van Sennestadt geprezen:
Deze stad, die hem wereldwijd succes bracht en die door duizenden uit de hele wereld als schoolvoorbeeld van Duitse stedenbouw gevierd werd, lag hem bijzonder na aan het hart… In Sennestadt konden de stedenbouwkundigen … zijn opvattingen van een "auto-vriendelijke stad" realiseren. Ook hier wist hij woonruimtes en de vestiging van industrie te combineren. Wat Reichow betreft, ging het... daarom niet, om een slaapstad voor de poorten van Bielefeld te realiseren. Sennestadt hoorde een levende stad te worden. En dat is hem ook gelukt…

## Milieuaspecten
Vanaf het begin hebben milieuaspecten een belangrijke rol gespeeld bij het plannen van Sennestadt. Het Grünes Kreuz van Bullerbachtal en West-Ost-Grünzug moest niet alleen het landschapsbeeld binnen de stad behouden maar het zou ook de luchtverversing waarborgen en aantrekkelijke voetpaden naar de kerken, scholen en sportfaciliteiten realiseren. Tegelijkertijd dient de vergroening van wegen in woonwijken als geluidsisolatie. Aangezien de woonhuizen qua vorm en ligging ook gebruikmaken van de vorm van het terrein, creëren ze samen met de uitzichten in de Teutoburgerwoud heel afwisselende groene plantsoenen tussen de straten.
Voor de vestiging van industrie aan de rand van Sennestadt ontwikkelde Reichow een "Afstandstabel" die, afhankelijk van het type en de grootte van het bedrijf, de woonwijken tegen lawaai, stof en uitlaatgassen moest beschermen.
Het doel bij de planning van de winkelcentra was om het boodschappen doen zowel per auto als te voet handig en mogelijk te maken.

## Sennestadt als "historische stadscentrum"
In 2010 is Sennestadt door de Duitse Vereniging van Conservatoren van Rijksmonumenten als "historische stadscentrum met bijzonder belang als monument" geclassificeerd, met de volgende onderbouwing:
In het kader van het project wordt onder "historische stadscentrum", volgens de terminologie van UNTERMANN (2004), een historische Gründungsstadt (stad met stadsrechten) verstaan. Dat omvat... ook vroegmoderne en moderne steden met stadsrechten... Daarbij kan het historische stadscentrum inmiddels als stadsdeel in een grote stad... ingelijfd zijn zoals bijvoorbeeld in Berlijn-Spandau of Sennestadt... het geval is.
Als belangrijk stadscentrum van de jaren 1950 is Bielefeld-Sennestadt een schoolvoorbeeld van de organische stedenbouw volgens de opvattingen van H.B. Reichow.
Zowel van de algehele planning als van een reeks andere door Reichow gerealiseerde gebouwen, zoals de Jesus-Christus kerk, de Thomas-Morus kerk, het Haus der Gesundheit, de Ladenzeile Ostallee (= untere Elbeallee), het GAGFAH flatgebouw, de gehoorzaal van de school in Oststadt (= Adolf-Reichwein school), de Kreissparkasse (= Sparkasse), een hoogbouw in de Ostallee (= Elbeallee) en meerdere fabrieksgebouwen zijn historische foto's in de internationale bouwkundige databank, archINFORM opgenomen.
In 2007 hebben de regionale overheden van Rhijnland en Westfalen-Lippe een lijst van "beduidende, voor staatsdelen belangrijke cultuurlandschapsgebieden" opgesteld. In cultuurlandschapsgebied 7.01, "Senne en aangrenzende Teutoburgerwoud" wordt onder weinig andere voorbeelden Sennestadt gemarkeerd als "een van de weinig nieuwe stedelijke nederzettingen in Westfalen-Lippe met volledige infrastructuur van na de Tweede Wereldoorlog". Zij is "een goed en destijds niet alleen in Duitsland besproken voorbeeld van de opvattingen van architectuur en stedenbouw dat typisch voor die periode was".
In 2005 heeft de Beierse Bureau voor Monumentenzorg een vergelijkbare door Reichow ontworpen nederzetting, het tussen 1962 en 1966 gebouwde Parkwohnanlage West in Nürnberg-Sündersbühl, onder monumentenzorg geplaatst.

## Gebouwen
Een karakteristiek bouwwerk uit de oude tijd is de Kreuzkirche van 1894 die in bijzondere tegenstelling staat tot het maar ongeveer 200 m verwijderde Sennestadthaus, de mijlpaal van de moderne bouwkunst van het stadsdeel. In 1969 werd het als het gemeentehuis en de "kroon" van het toen zelfstandige Sennestadt ontworpen en in 1975 in gebruik genomen. In plaats van de burgemeester en het stadsbestuur zijn het regionale administratieve centrum, de technische school, de jeugdschool voor kunst en muziek, een vakhogeschool en Sennestadt GmbH in het gebouw gevestigd. Het in eerste instantie omstreden huis werd voornamelijk het openbaar centrum van Sennestadt. Bijzonder opvallend is de voorzijde van het gebouw met haar concertzaal die door in water staande zuilen gedragen wordt en die het beeldhouwwerk "Kosmisch Ruimteëlement" van de beeldhouwer Bernhard Heiliger aan de buitengevel draagt. In januari en februari 2007 liet Sennestadt GmbH de voorheen door lange balkons met betonnen balustrades gekenmerkte buitengevel van het Sennestadthaus tot een klimaatvriendelijke glazen gevel omvormen.

## Kunst in de openbare ruimte
In het kader van de reeks van tentoonstellingen, "Skulptur aktuell I, II, III, IV" tussen 1983 en 2004 hebben Sennestadt GmbH en Sennestadtverein e.V. talrijke beeldhouwwerken verworven die tot heden het stadsbeeld kenmerken. Met "Vor Ort. Kunstprojekt Sennestadt" van mei tot oktober 2014 unter de artistieke leiding van Thomas Thiel, directeur van de Bielefelder Kunstverein, werd deze reeks voortgezet. In opdracht van het stadsdeel Sennestadt heeft Sennestadtverein e.V. de kunstenaars David Adamo, Awst & Walther, Michael Beutler, Andreas Bunte, Christian Falsnaes, Manfred Pernice, Arne Schmitt en Kateřina Šedá hiertoe uitgenodigd. In de speciaal voor dit project ontwikkelde werken, sculpturen en interventies in de openbare ruimte gaan de kunstenaars in op zowel de geschiedenis als de huidige situatie van de plaats en ook op het al decennia durende stedenbouwkundige proces en sociale verandering. In het kader van een sinds 2008 lopend Stedelijke Herstructureringsproject Sennestadt speelt het verder ontwikkelen van de oorspronkelijke idee van Reichow een belangrijke rol. "Vor Ort" duidt een voorlopige status quo in deze transformatie aan.

## Stedelijke herstructurering en stadsvernieuwing
Tegen de achtergrond van de demografische ontwikkeling streeft Sennestadt GmbH er sinds einde 2006 naar om Bielefeld-Sennestadt in het federale ontwikkelingsprogramma, Stadtumbau West, te laten opnemen, wat in 2008 ook door de Bielefelder stadsraad besloten werd. Hiertoe heeft Sennestadt GmbH een kantoor in het Sennestadt-Pavillon opgezet. In meerdere workshops werden samen met veel bewoners talrijke doelen en maatregelen voor vijf actiegebieden afgebakend: stadslandschap, gemeenschap en nabuurschap, wonen, infrastructuur en industrie/werkplaatsen/opleiding. Een opvallende maatregel in deze context is de verbetering van de groenvoorzieningen en de Sennestadtvijver.
Sinds 2014 zorgt een Renewal Manager voor de dynamische stadsvernieuwing. Daarbij gaat het o.a. om de geplande verbetering van hoogbouw en rijtjeshuizen in nauwe samenwerking met huiseigenaren, verhuurders en huurders. Bovendien ontwikkelt Sennestadt GmbH op een brownfield een klimaat-beschermingszone, die stedenbouwkundig met het stadscentrum verbonden wordt.

## Trivia
In 1956 verscheen in Oostenrijk naar aanleiding van de Internationale Conferentie over Huisvesting en Stedenbouw (22-28 september 1956) een postzegel die de plattegronden van vijf nieuw gebouwde naoorlogse steden cq. voorsteden afbeeldt (afbeelding op www.sennestadtverein.de ). Naast Sennestadt bevinden zich daarop de Prins Alexanderpolder in Rotterdam, de nieuwe stad van Harlow in Groot-Londen en het stadsdeel Vällingby in Stockholm.